# Euploea niveata
Euploea niveata är en fjärilsart som beskrevs av Butler 1875. Euploea niveata ingår i släktet Euploea och familjen praktfjärilar. Inga underarter finns listade i Catalogue of Life.